# 조상경 (경기도 유형문화재 제218호)
조상경(造像經)은 대한민국 경기도 남양주시에 있는, 조선 후기 승려 지탁(知濯)이 1824년에 여러 경전에 산재되어 있는 불ㆍ보살상 조성에 따른 제반 의식과 절차에 관한 내용을 모아서 엮은 불교의식집(佛敎儀式集)으로 유점사(楡岾寺) 판본이다. 2009년 2월 9일 경기도의 유형문화재 제218호로 지정되었다.

## 개요
조선 후기 승려 지탁(知濯)이 1824년에 여러 경전에 산재되어 있는 불ㆍ보살상 조성에 따른 제반 의식과 절차에 관한 내용을 모아서 엮은 불교의식집(佛敎儀式集)으로 유점사(楡岾寺) 판본으로, '대장일람조상품 15칙(大藏一覽造像品 15則)'으로 되어있다.
이 조상경은 1824년(순조24)에 찍어낸 금강산 유점사본(楡岾寺本)으로서 시기는 다소 뒤지지만 조선 후기 각 사찰에서 불상을 조성하고 불단에 모시는 절차 및 복장을 일정한 법칙으로 정착시킨 자료라는 점에서 불교사 연구 자료로서 가치가 충분하다.

## 참고 문헌
- 조상경 - 국가유산청 국가유산포털